# جک به خانه می‌رود
جک به خانه می‌رود (انگلیسی: Jack Goes Home) یک فیلم در ژانر ترسناک به کارگردانی توماس دکر است که در سال ۲۰۱۶ منتشر شد. از بازیگران آن می‌توان به روری کالکین و بریت رابرتسون اشاره کرد.